# Gradiva de Jensen

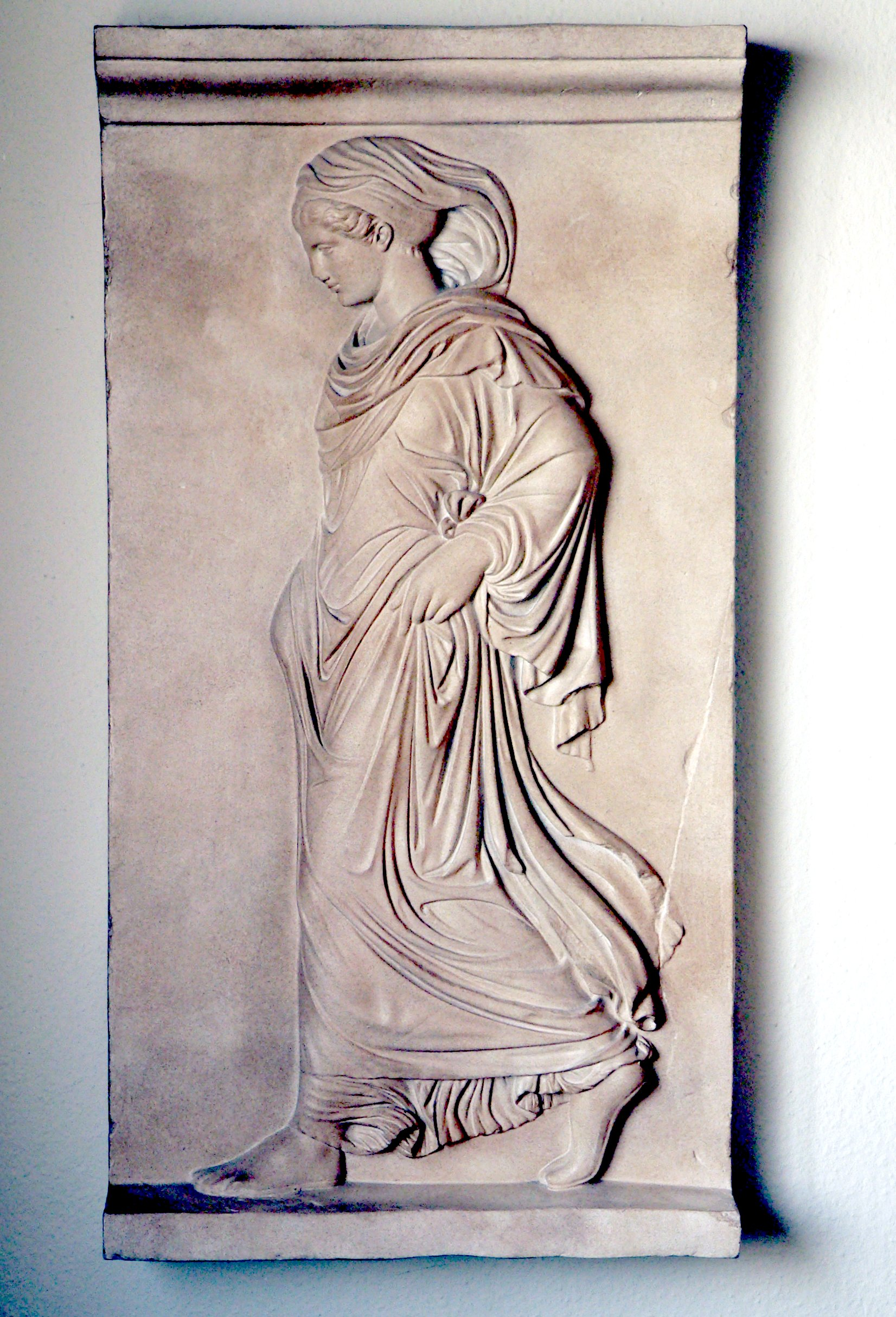
A Gradiva (detalhe do relevo das Aglaurides). Cidade do Vaticano, Museu Chiaramonti.

A Gradiva (do latim, "aquela que avança", feminização de Gradivus, um dos epítetos do deus romano Marte, Mars Gradivus, isto é, "Marte que avança") é uma figura mitológica moderna.
É, na verdade, um baixo-relevo neoático romano, da primeira metade século II, feito à maneira das obras gregas do século IV a.C., e representa uma jovem que dança e levanta a barra de seu traje. É parte do relevo das Aglaurides - as filhas de Cécrope, cuja mulher se chamava Aglauros ou Agraulos - e está no Museu Chiaromonti, no Vaticano.
O nome da escultura foi atribuído num romance publicado em 1903 pelo escritor alemão Wilhelm Jensen, que teve grande influência na cultura européia, sobretudo entre os surrealistas.
O romance de Jensen foi tema do famoso estudo de Sigmund Freud O delírio e os sonhos na 'Gradiva' de W. Jensen (Der Wahn und die Träume in W. Jensens ″Gradiva″), de 1907 e inspirou vários surrealistas.
O romance conta a história de um jovem arqueólogo alemão, Norbert Hanhold, que fica fascinado pela imagem de uma jovem mulher esculpida num baixo relevo do Museu Arqueológico Nacional de Nápoles. Na noite seguinte, Hanhold tem um sonho angustiante: encontrava-se em Pompeia, no ano 79, exatamente quando o Vesúvio estava para entrar em erupção e destruir a cidade. No sonho, vê a Gradiva diante dele mas antes que possa avisá-la do perigo iminente, a Gradiva é sepultada pelas lavas do vulcão.
Posteriormente, Norbert vai percebendo, através de um longo e complexo processo, a ligação entre a Gradiva e um amor de sua infância - Zoe Bertgang. Havia associado essa menina a uma mulher idealizada que o fascina - a Gradiva do baixo relevo. Seus sentimentos se deslocam, então, da mulher de mármore para a pessoa de Zoe.

## Alusões e referências em outras obras

### Freud
Por sugestão de Carl Gustav Jung, Sigmund Freud elaborou  uma conhecida análise dos sonhos de Hanhold em "Der Wahn und die Träume in W. Jensens Gradiva", texto pioneiro entre os estudos psicanalíticos da literatura. Freud interpretou o fetiche como uma substituição de sentimentos não resolvidos por Hanhold em relação à amiga de infância, Zoe.
Freud tinha uma cópia desse relevo. Na estória de Jensen, o original estaria em Nápoles, transportado da antiga Pompeia, mas, de fato, o original está no Museu do Vaticano. O exemplar de Freud está hoje numa parede de sua sala de estudos (onde faleceu), em 20 Maresfield Gardens, Londres (atual Museu Freud).
No seu ensaio, Freud analisa a obra de Jensen de um ponto de vista psicanalítico. É significativa a ênfase dada na novela de Jensen à forte impressão que a posição do pé esquerdo da mulher representada no relevo - elevado quase na vertical - causa em Hanhold.
O estudo de Freud pode ser encontrado hoje no Vol. IX de suas Obras Completas da Edição Standard. Num pós-escrito que foi incorporado ao texto original, segundo Freud "o relevo da jovem que caminha desse modo, a qual Jensen diz ser romana e à qual dá o nome de ‘Gradiva’, na verdade pertence ao período áureo da arte grega. Está no Museo Chiaramonti do Vaticano (nº 644) e foi restaurado e interpretado por Hauser [1903]. Da união de ‘Gradiva’ com outros fragmentos, existentes em Florença e Munique, foram obtidos dois relevos, cada qual representando três figuras, identificadas como as Horas, as deusas da vegetação, e as divindades do orvalho fertilizador que são aliadas a elas".

### Salvador Dali
Salvador Dalí usou o nome Gradiva como apelido de sua esposa, Gala.  Também usou a imagem de Gradiva em suas pinturas, como em Gradiva encuentra las ruinas de Antropomorphos.

### André Masson
Andre Masson, outro pintor  surrealista, dedicou-lhe Gradiva  (Metamorphosis of Gradiva), em 1939, explorando o caráter iconográfico sexual da personagem. Maurice Nadeau considerou-a como a musa do Surrealismo, "a mulher que caminha através das paredes", em sua A História do Surealismo, de 1965.

### Outras
- O Prêmio Gradiva é dado pela "National Association for the Advancement of Psychoanalysis" (EUA a partir da obra de Freud).
- O surrealista André Breton fundou uma galeria de arte denominada Gradiva.
- Gradiva, Uma fantasia pompeiana. Tradução de Claudio Willer e Diogo Cardoso. Apresentação de Claudio Willer. Textos de Marcus Rogério Salgado, Bruno Yutaka Saito e Elvio Fernandes. São Paulo: Edições 100/cabeças. 2023. ISBN: 9786587451114
- Roland Barthes consagrou a Gradiva um capítulo de sues "Fragmentos de um discurso amoroso" de 1977.
- O filósofo Pós-estruturalista Jacques Derrida refere-se à utilização da obra Gradiva de Jensen, ao longo de todo o seu livro de ensaios "Archive Fever: A Freudian Impression" (1995).
- Michel Leiris e Jean Jamin fundaram uma revista de Antropologia denominada Gradhiva (o "h" é uma modificação proposital), que atualmente é a revista do Museu do Quai Branly, de Paris;
- Há alguma inspiração em "Gradiva" na obra de Umberto Eco, A Misteriosa Chama da Rainha Loana.
- Alain Robbe-Grillet homenageou Gradiva com uma livre adaptação cinematográfica de 2007, C'est Gradiva qui vous apelle, com a atriz Ariele Dombasle.
- Gradiva é também o nome de uma editora de Portugal

### Em Inglês
- Freud Museum, Vienna[1]
- Freud Museum, London[2]
- O baixo relevo no Freud Museum, Londres.[3]

### Em Francês
- «Extrait du livre de W. Jensen (format PDF» (PDF)
- «"La statue amoureuse"». (essai, la seconde moitié étudie Gradiva)

1. ↑  Sigmund Freud Museum Wien / Vienna - Sigmund Freud Privatstiftung
2. ↑  Freud Museum London
3. ↑  Visiting Freud'S Home In London - New York Times